# Beerwalde (Klingenberg)
Beerwalde ist ein Ortsteil der sächsischen Gemeinde Klingenberg im Landkreis Sächsische Schweiz-Osterzgebirge.

## Geografie

### Lage
Beerwalde liegt etwa 5 km südlich von Höckendorf und etwa 10 km westlich der Großen Kreisstadt Dippoldiswalde. Durch den Ort fließt der Dorfbach, welcher in Ruppendorf in den Höckenbach mündet. Westlich des Ortes fließt die Wilde Weißeritz, die hier in der Talsperre Klingenberg aufgestaut wird. Nordwestlich von Beerwalde liegt der Tharandter Wald.

### Nachbarorte
| Obercunnersdorf | Höckendorf                                  | Ruppendorf |
| Colmnitz        | Kompassrose, die auf Nachbargemeinden zeigt | Reichstädt |
| Pretzschendorf  |                                             |            |

## Geschichte
Beerwalde wurde 1378 erstmals urkundlich als Berenwalde erwähnt, jedoch wurde das bäuerliche Reihendorf mit ursprünglich fächerartigen Waldhufen
mit Sicherheit bereits früher angelegt. Zur Zeit seiner Ersterwähnung war der Ort zum „Castrum Freiberg“ gehörig, ab 1548 zum gleichnamigen Amt. 1552 lag die Grundherrschaft beim Rittergut Dippoldiswalde. 1569 und in den darauffolgenden Jahren war als Verwaltungszugehörigkeit von Beerwalde das Amt Dippoldiswalde genannt.  Am 27. April 1639 den Mittwoch nach Ostern wurde der Ort im Dreißigjährigen Krieg niedergebrand. In den beerwalder Fluren wurden vor allem Ackerbau und Viehzucht betrieben. Es wurden Schafe und Ziegen sowie Rinder gehalten und Hafer, Roggen und später Kartoffeln angebaut. Trotz der ungünstigen Voraussetzungen wurde in Beerwalde eine kleine Wassermühle betrieben, die allerdings nur bei ausreichend Wasserführung arbeiten konnte. An der Wilden Weißeritz wurden aufgrund der kontinuierlich genügenden Wasserführung zwei Mühlen errichtet, die nach der Eröffnung der Talsperre Klingenberg 1914 den Betrieb einstellten und im 20. Jahrhundert abgerissen wurden. Von 1856 bis 1875 gehörte Beerwalde zum Gerichtsamt Dippoldiswalde, danach zur Amtshauptmannschaft Dippoldiswalde. Seit 1952 war Beerwalde Teil des Kreises Dippoldiswalde (später Landkreis), der 1994 mit dem Landkreis Freital zum Weißeritzkreis fusionierte. Am 1. März 1994 wurde Beerwalde nach Höckendorf eingemeindet, seit dem 31. Dezember 2012 ist es Teil von Klingenberg.

## Entwicklung der Einwohnerzahl
| Jahr    | Einwohnerzahl                        |
| ------- | ------------------------------------ |
| 1400    | 110                                  |
| 1501    | 18 besessene Wirte                   |
| 1548/52 | 128, 22 besessene Mann, 18 Inwohner  |
| 1630    | 238, 21 Hufner, 25 Häusler, 2 Müller |
| 1634    | 216, 20 Hufner, 21 Häusler, 2 Müller |
| 1764    | 183, 23 besessene Mann, 2 Häusler    |
| 1834    | 401                                  |
| 1871    | 414                                  |
| 1890    | 415                                  |

| Jahr | Einwohnerzahl                                                  |
| ---- | -------------------------------------------------------------- |
| 1910 | 392                                                            |
| 1925 | 421                                                            |
| 1939 | 354                                                            |
| 1946 | 481                                                            |
| 1950 | 494                                                            |
| 1954 | 450, 121 Arbeiter, 38 Bauern, 3 Handwerker, 2 Gewerbetreibende |
| 1962 | 405                                                            |
| 1964 | 374                                                            |
| 1975 | ca. 350                                                        |

| Jahr | Einwohnerzahl |
| ---- | ------------- |
| 1990 | 298           |
| 1992 | 301           |
| 1997 | 279           |
| 2011 | 257           |
| 2016 | 266           |
| 2021 | 254           |